# Boyfriend (chanson de Justin Bieber)
Pour l’article homonyme, voir Boyfriend.
Singles de Justin Bieber
Live My Life
(2012) As Long as You Love Me
(2012)
Pistes de Believe
All Around the World
(1) As Long as You Love Me
(3)
Boyfriend est une chanson de l'artiste canadien Justin Bieber sorti le 26 mars 2012 sous le label Island Records. Premier single extrait de l'album Believe (2012), la chanson a été écrite par Justin Bieber, Michael Posner, Mason D. Levy, Mat Musto et produite par Mike Posner, Mason Levy. Boyfriend rencontre un grand succès commercial, le single entre directement à la seconde place du Billboard Hot 100 avec 521 000 téléchargements légaux, la chanson est le cinquième single le plus téléchargé de tous les temps aux États-Unis, le single est aussi classé dans le top 20 du classement Mainstream Top 40 (Pop Songs). Le single entre directement à la première place au Canada et atteint le top 10 au Royaume-Uni, en Australie, en Irlande, en Nouvelle-Zélande, aux Pays-Bas. Le top 20 en Belgique (Flandre), en France, en Finlande, en Espagne, en Suède et en Suisse. 4.000.000 d'exemplaires du single ont déjà été vendus aux États-Unis.

## Liste des pistes
- Téléchargement digital / CD single

1. "Boyfriend" – 2:52

- Téléchargement digital – Remixes[3]

1. "Boyfriend" (Oliver Twizt Radio) – 3:44
2. "Boyfriend" (Oliver Twizt Club) – 4:27
3. "Boyfriend" (Oliver Twizt Instrumental) – 4:27
4. "Boyfriend" (Vice Radio) – 3:08
5. "Boyfriend" (Vice Instrumental) – 4:46
6. "Boyfriend" (Joe Gauthreaux & Peter Barona Full Vocal Club) – 6:58
7. "Boyfriend" (Joe Gauthreaux & Peter Barona Club Mix) – 6:42
8. "Boyfriend" (Joe Gauthreaux Dark Dub) – 7:46

## Crédits et personnels
Crédits extraits des lignes de notes de l'album
Enregistrement
- Enregistré au Chalice Recording Studios, Hollywood, Los Angeles et à Londres, Angleterre
- Mixé aux studios Larrabee, Burbank (Californie)

Personnel
- Mike Posner – parolier, réalisateur, claviers
- Justin Bieber – parolier, chant
- Mason Levy – parolier, réalisateur
- Matthew Musto – parolier, guitare production
- Kuk Harrell – production vocale
- Josh Gudwin – ingénieur du son
- Chris "TEK" O'Ryan – ingénieur du son
- Thomas Cullison – assistant engineer
- Manny Marroquin – mixage audio
- Chris Galland – assistant mixer
- Del Bowers – assistant mixer
- Benny Steele – enregistrement guitare

## Classement par pays
| Classement (2012)                          | Meilleure position |
| ------------------------------------------ | ------------------ |
| Allemagne (Media Control AG)               | 45                 |
| Australie (ARIA)                           | 15                 |
| Autriche (Ö3 Austria Top 40)               | 39                 |
| Belgique (Flandre Ultratop 50 Singles)     | 18                 |
| Belgique (Wallonie Ultratop 50 Singles)    | 29                 |
| Brésil (Hot 100 Airplay)                   | 44                 |
| Brésil (Hot Pop)                           | 9                  |
| Canada (Hot 100)                           | 1                  |
| États-Unis (Hot 100)                       | 2                  |
| États-Unis (Pop Airplay)                   | 9                  |
| États-Unis (Adult Pop Songs)               | 36                 |
| États-Unis (R&B/Hip-Hop Songs)             | 52                 |
| États-Unis (Dance Club Songs)              | 42                 |
| Espagne (PROMUSICAE)                       | 25                 |
| Finlande (Suomen virallinen lista)         | 22                 |
| France (SNEP)                              | 27                 |
| Hongrie (Rádiós Top 40)                    | 38                 |
| Irlande (IRMA)                             | 19                 |
| Japon (Hot 100)                            | 93                 |
| Nouvelle-Zélande (RMNZ)                    | 8                  |
| Norvège (VG-lista)                         | 9                  |
| Pays-Bas (Single Top 100)                  | 18                 |
| Royaume-Uni (Official Charts Company)      | 2                  |
| Suède (Sverigetopplistan)                  | 7                  |
| Suisse (Schweizer Hitparade)               | 29                 |
| Venezuela Pop Rock General (Record Report) | 9                  |

### Certifications
| Pays             | Organisme | Certification | Vente     |
| ---------------- | --------- | ------------- | --------- |
| Australie        | ARIA      | 2 × Platine   | 140 000   |
| Canada           | CRIA      | 3 × Platine   | 240 000   |
| Danemark         | IFPI      | Platine       | 30 000    |
| États-Unis       | RIAA      | 3 × Platine   | 3 216 000 |
| Norvège          | IFPI      | 2 × Platine   | 20 000    |
| Nouvelle-Zélande | RIANZ     | Platine       | 15 000    |
| Suède            | GLF       | Or            | 10 000    |

## Historique de sortie
| Pays        | Date          | Format                           | Label                                                        |
| ----------- | ------------- | -------------------------------- | ------------------------------------------------------------ |
| Monde       | 23 mars 2012  | Téléchargement digital           | The Island Def Jam Music Group                               |
| Allemagne   | 20 avril 2012 | CD single                        | The Island Def Jam Music Group                               |
| France      | 7 mai 2012    | CD single                        | The Island Def Jam Music Group                               |
| Royaume-Uni | 21 mai 2012   | CD single                        | Mercury Records                                              |
| États-Unis  | 12 juin 2012  | Téléchargement digital — Remixes | Island Records, Raymond Braun Media Group, Schoolboy Records |